# Frank L. Bowman
Frank Llewellyn Bowman (* 21. Januar 1879 in Masontown, Fayette County, Pennsylvania; † 15. September 1936 in Washington, D.C.) war ein US-amerikanischer Politiker. Zwischen 1925 und 1933 vertrat er den zweiten Wahlbezirk des Bundesstaates West Virginia im US-Repräsentantenhaus.

## Werdegang
Frank Bowman besuchte die öffentlichen Schulen seiner Heimat. Dann zog er mit seinen Eltern nach Morgantown in West Virginia, wo er bis 1902 an der University of West Virginia studierte. Von 1902 bis 1904 arbeitete er als Kassierer bei einer Bank in Morgantown. Nach einem Jurastudium und seiner im Jahr 1905 erfolgten Zulassung als Rechtsanwalt begann er in seiner neuen Heimatstadt in seinem Beruf zu praktizieren. Außerdem engagierte er sich im Kohlebergbau. Zwischen 1911 und 1915 war Bowman Posthalter in Morgantown; in den Jahren 1916 und 1917 war er Bürgermeister dieser Stadt.
Bowman war Mitglied der Republikanischen Partei und wurde 1924 als deren Kandidat im zweiten Distrikt von West Virginia in das US-Repräsentantenhaus in Washington gewählt. Dort trat er am 4. März 1925 die Nachfolge des Demokraten Robert E. Lee Allen an, den er bei der Wahl geschlagen hatte. Nach drei Wiederwahlen konnte er bis zum 3. März 1933 vier Legislaturperioden im Kongress absolvieren. In diese Zeit fiel der Beginn der Weltwirtschaftskrise. Kurz vor dem Ende seiner letzten Amtszeit wurde der 20. Verfassungszusatz beraten und verabschiedet, der die Fristen zwischen den Präsidentschafts- bzw. den Kongresswahlen und dem Beginn der neuen Legislaturperiode verkürzte. Bei den Wahlen des Jahres 1932, die bundesweit zu Gunsten der Demokratischen Partei ausgingen, unterlag er dem Demokraten Jennings Randolph.
Nach dem Ende seiner Zeit im Kongress betrieb Bowman in Washington eine Kohlenfirma. Im Jahr 1935 wurde er Mitglied einer Kommission, die sich mit Veteranenangelegenheiten befasste. Bowman starb am 15. September 1936 in der Bundeshauptstadt und wurde in Morgantown beigesetzt.